# Ецо (Лотарингия)
Ецо (на немски: Erenfrid или Ehrenfried, наричан:Ezzo, „Ezelin“, „Hezelin“, „Hezelo“, „Hezilo“., * 955, Лотарингия, † 21 май 1034, Заалфелд/Тюрингия) е пфалцграф на Лотарингия от 1015 до 1034 г. Неговите наследници се наричат Ецони.

## Биография
Той е син на пфалцграф Херман I от Лотарингия († 996) и Хайлвиг от Дилинген.
Ецо се жени за Матилда Саксонска (979 – 1025), дъщеря на император Ото II и Теофано. Той получава след сватбата множество графства и други територии. Той контролира важния военен и търговски път от Заале към Майн. Така започва борба за могъщество с Архиепископство Кьолн.
През 1024 г. Ецо и Матилда основават бенедиктинския манастир Браувайлер, където двамата са погребани.

## Деца
Ецо и Матилда имат десет деца:
- Херман II, архиепископ на Кьолн (1035 – 1056)
- Людолф (998 – 1031), граф, господар на Цутфен
- Ото II (998 – 1047), пфалцграф на Томбург, пфалцграф на Лотарингия (1035 – 1045) и херцог на Швабия (1045 – 1047)* Херман (995 – 1056), архиепископ на Кьолн (1036 – 1056)
- Теофану (997 – 1058), от 1039 абатиса на манастирите Есен и Гандерсхайм
- Рихеза (994 – 1063), от 1013 г. омъжена за полския крал Мешко II Лямберт († 1034)
- Аделхайд († ок. 1030), абатиса на Нивел
- Хайлвиг, абатиса на Нойс, Вилих и Диткирхен
- Матилда, абатиса на Диткирхен и Вилих
- София († пр. 1031), абатиса на Св. Мария, Майнц
- Ида (1025 – 1060), абатиса на Maria im Capitol в Кьолн и на манастир Гандерсхайм